# جواد رفعت الطيهان

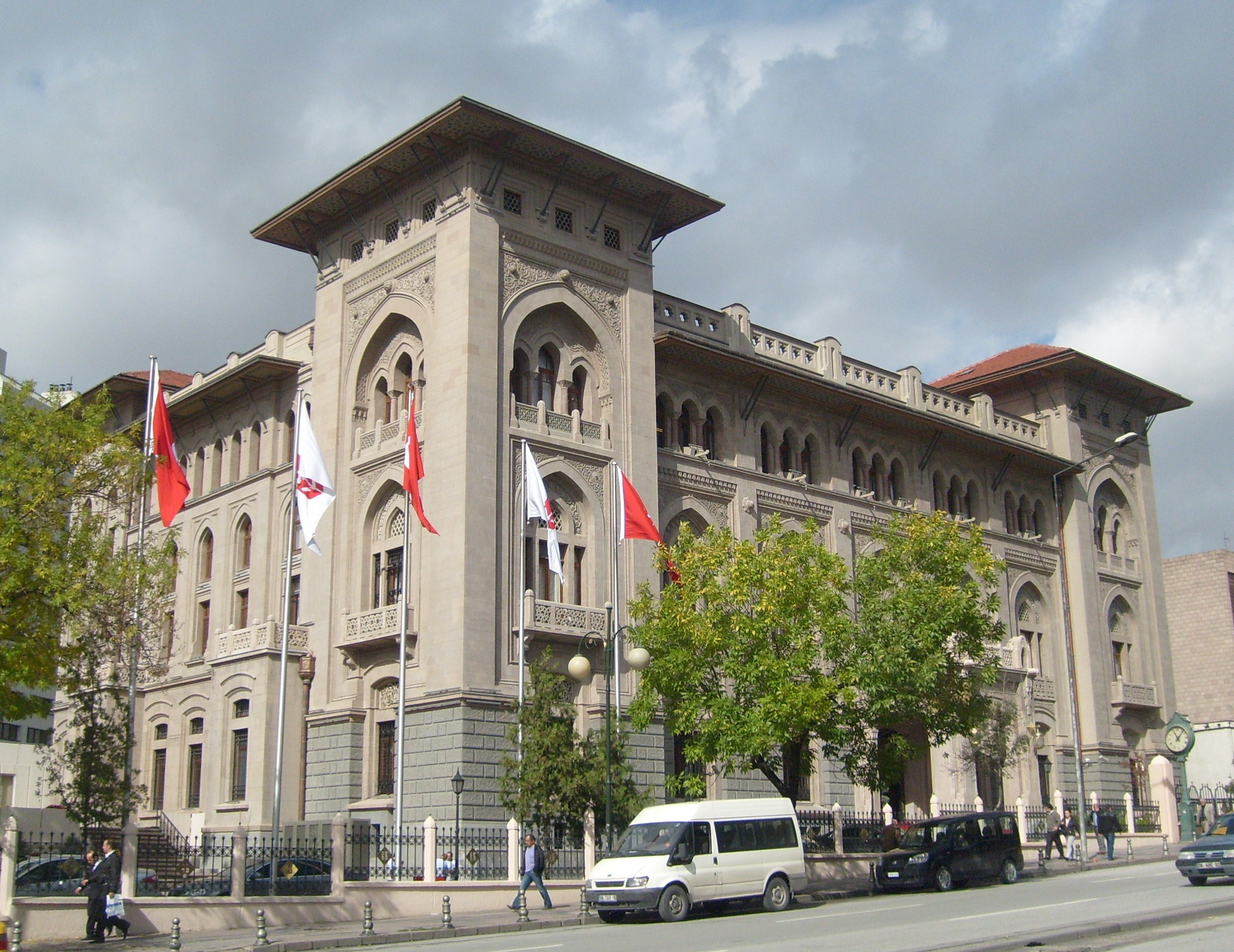

جواد رفعت الطيهان (بالتركية: Cevat Rıfat Atilhan)‏ (مواليد1892 إسطنبول - 4 فبراير 1967)، كاتب تركي. وابنة هو الكاتب بولنت أوران.
ولد عام 1892 في مدينة رفاء في إسطنبول خطى سنواته الأولى من الطفولة في الشام. كان والد رفعت باشا حاكم دمشق. بدأ الدراسة الابتدائية هناك ثم عاد إلى مدينة إسطنبول الذي ولد فيها وبعد الانتهاء من المدرسة الابتدائية التحق بمدرسة كوللي العسكرية العليا.
مع بداية الحرب العالمية الأولى مع الطيهان اعطت القيادة لجمال باشا، ووجدت في الجبهة سيناء وفلسطين وتم تعينه كقائد للجبهات برتين وزونجولداك والجبهة الجوية في حرب الاستقلال التركية.
وبعد خروجه من الجيش في حرب الاستقلال التركي بدأ بكتابة حياته. وقال انه يفكر في إعداد انقلاب في حكومة ذلك الوقت عام 19942م.
واعتقل الطيهان وسجن 11 شهر. وتم اعتقاله وسجنه 11 شهر. ثم أطلق صراحه نتيجة الفحص من قبل فوزي جاكماق. ومع ذلك تم اغتياله في ملاطية أحمد أمين يالمان وتم اعتقاله مرة أخرى وألقى القبض عليه 11شهر و15 يوم. كتب الطيهان الذي كان على مقربة من ايدولوجية القومية التركية في عهد الحزب الواحد مقالات الشرق الكبير وفي سبيل الرشاد التي كانت تعتبر ثاني مجلات الفكر وأهمها للفكر الإسلامي اعتبارا من عام 1946م.
وقد اثرت هذه الكتابات بشكل كبير على الحركات لإسلامية واكتسبها القوات في تلك الفترة مع الوحدات الأساسية. وفي عام 1945م تأسس حزب التنمية الوطني ثم حزب المحافظين التركي عام 1947. وكان من بين مؤسسي الحزب الديمقراطية الإسلامي.
وفي أغسطس عام 1964م واجهة دعوة اسلامية في الصومال ثم بعد ذلك انتخب كرئيس للجنة التنفيذية للمؤتمر وكانت هذه اخر بعثه له.
توفى الطيهان نتيجة نوبة قلبية في 4 فبراير 1967.

## معاد للسامية
كتب الطيهان الآلف المقالات وله 74 عمل. واعتبرت كتاباته التركية تصف هلتر من اليهود. وكان واحداً من المتعاطفين مع النازية وهم الأكثر أهمية في تركية. ووفقا لذلك كان مسئول عن تطور العديد من اليهود الفقراء. وكان الطيهان واحد من الكتاب الذين كاتبوا عن اليهود ومحاولاتهم لغزو العالم، وادعى أن أعمال اليهود ومعتقداتهم مثل تروتسكي والثورة البلشفية. ووفقاً لمفهوم الطيهان أن اليهود مرادف لمعنى الصهيونية. ومن وجهة نظر الطيهان أن الأصل الديني المسيحي فرية الدم معاداة السامية هي واحدة من المسيحين وأهم من أطفال اليهود الذين يعتقدون أن خلط الدم التركي والإسلامي وتسميته ب هامروز.
وقد تأثر الطيهان بمجلة الثورة الوطنية الإيدولوجية النازية التي انتشرت في عام 1933م-1934م وتستخدم فقط لنشر رسوم المنظر الإسلامي النازي في يوليوس شترايشر في دير سستومر في مجلة الثورة الوطنية.
وفي عام 1934م كتب مقالاته في مجلة نهال اتسيز اورهون ، وادخل جواد رفعت الطيهان كتاباته العنصرية ضد اليهود ونتيجة لذلك أدخلت في دفتر يومي ولا يزالوا تحت تأثير العنف ضد السكان اليهود. قضوا على تيكيرداغ، أدرنة، كيركلاريلي وتشاناكالي، واستولوا على كثير من المنازل والمتاجر، وتم اغتصاب كثير من النساء.وقد كتب الطيهان مقالات ضد الماسونية.

## أعماله
- معرفة العدو يا تركيا
- الإسلام ساران المخاطر وصهيون
- ابرة برميل وتاريخها في جميع انحاء ميزاليس اليهودية
- ما هي الماسونية؟ تاريخ ويوم الماسونية
- الابن التركي ومعرفة العدو
- اينونو الحروب والايطال الحقيقين في جميع الفتحات داخل احداث منيمين
- اغتيال السلطان عبد الحميد هان
- اليهودية العالمية، والغزو كيف حالك؟
- غرق الحضارات
- الصهيونية والبرتوكولات
- الهيمنة والاغتيالات وقف طوال تاريخ الإسلام
- اسرار الدولة وبرنامج الفساد
- التاريخ ويوم الماسونية
- الإسلام وبني إسرائيل
- غزاة الأرض
- قتح الحاكم فاتح العصور
- 31 مارس الماساة
- الترك والعدو
- جبل موسى
- يوميات سوزي ليرمان
- الجواسيس اليهود في الجبهة الفلسطينية
- ما هي الماسونية؟24 جبهة من الجواسيس اليهود
- ثوار العالم في إسرائيل
- الماسونية الإنسانية والسرطان
- كيف تعمل الماسونية لتدمير الإسلام والتركية
- بطل العمائم في حرب الاستقلال

## انظر ايضاً
- احداث تراقيا 1934
- فرية الدم
- اللاسامية في تركيا
- الشرق الكبير
- نهال اتسيز